# Target Earth
Target Earth è il tredicesimo album in studio della band canadese Voivod, pubblicato nel 2013. Si tratta del primo album dei Voivod con "Chewy" Daniel Mongrain come compositore, dato che gli ultimi pezzi di Denis D'Amour vennero usati per la realizzazione di Infini.
L'album vede anche il rientro in studio del bassista storico "Blacky" Jean-Yves Thériault che aveva lasciato la band alla vigilia del termine delle registrazioni di Angel Rat nel 1991.

## Tracce
Tutte le tracce sono state composte dai Voivod. Tutti i testi sono stati scritti da Denis Bélanger.
1. Target Earth (6:04)
2. Kluskap O' Kom (4:24)
3. Empathy For The Enemy (5:46)
4. Mechanical Mind (7:35)
5. Warchaic (7:01)
6. Resistance (6:45)
7. Kaleidos (6:27)
8. Corps Etranger (4:35)
9. Artefact (6:26)
10. Defiance (1:32)

Il disco è disponibile anche in versione doppio vinile (nero o rosso), dove il primo disco contiene i pezzi 1-4 e il secondo i pezzi 5-10.

### Edizione Mediabook
All'uscita, la versione CD è disponibile anche in formato Digipack con 2 tracce in più, con la copertina argento su sfondo nero e il libretto interno impaginato a libro insieme alla confezione del CD.
1. Target Earth (6:04)
2. Kluskap O' Kom (4:24)
3. Empathy For The Enemy (5:46)
4. Mechanical Mind (7:35)
5. Warchaic (7:01)
6. Resistance (6:45)
7. Kaleidos (6:27)
8. Corps Etranger (4:35)
9. Artefact (6:26)
10. Defiance (1:32)
11. Target Earth (live at Roadburn festival 12/04/2012) (5:58)
12. Man in trees (live at Roadburn festival 13/04/2012, Die Kruzen cover) (3:36)

### Edizione Limitata Box Set
All'uscita, è stata resa disponibile anche un'edizione limitata in cofanetto che contiene la versione Mediabook del CD, una cintura, 3 cartoline, 2 adesivi, 1 poster tutti con i disegni tematici di Target Earth.
Nella confezione è incluso un CD inedito dal vivo "Live at Roadburn 2011."
Il disco è stato pubblicato anche a sé stante in doppio vinile, in edizione limitata a 500 copie.
Midi set 2011
1. The prow
2. Ravenous medicine
3. Overreaction
4. Experiment
5. Global warming

013 Main Stage set 2011
1. Ripping headaches
2. Nothingface
3. Forlorn
4. Voivod
5. Astronomy domine

## Formazione
- Denis Bélanger - voce
- Jean-Yves Thériault - basso
- Michel Langevin - batteria
- Daniel Mongrain - chitarra